# Alts de la Pepa
Els Alts de la Pepa és una serra situada entre els municipis de Terrassa i de Vacarisses, a la comarca del Vallès Occidental, amb una elevació màxima de 730 metres.